# Municipio de Barnhill
El municipio de Barnhill (en inglés: Barnhill Township) es un municipio ubicado en el condado de Wayne en el estado estadounidense de Illinois. En el año 2010 tenía una población de 597 habitantes y una densidad poblacional de 6,8 personas por km².

## Geografía
El municipio de Barnhill se encuentra ubicado en las coordenadas 38°17′49″N 88°19′6″O / 38.29694, -88.31833. Según la Oficina del Censo de los Estados Unidos, el municipio tiene una superficie total de 87.75 km², de la cual 87,31 km² corresponden a tierra firme y (0,5 %) 0,44 km² es agua.

## Demografía
Según el censo de 2010, había 597 personas residiendo en el municipio de Barnhill. La densidad de población era de 6,8 hab./km². De los 597 habitantes, el municipio de Barnhill estaba compuesto por el 96,65 % blancos, el 0,34 % eran amerindios, el 1,01 % eran asiáticos, el 1,51 % eran de otras razas y el 0,5 % eran de una mezcla de razas. Del total de la población el 2,01 % eran hispanos o latinos de cualquier raza.